# Мержанов, Мирон Иванович
Миро́н Ива́нович Мержа́нов (Мигран Оганесович Мержанянц, арм. Մերուժանյանց Միհրան Հովհաննեսի, 11 [23] сентября 1895, Нахичевань-на-Дону, Область Войска Донского, Российская империя — 13 декабря 1975, Москва, СССР) — советский архитектор. В 1934—1941 годах — личный архитектор Иосифа Сталина, автор проектов дач Сталина и высших руководителей СССР в Кунцеве, Мацесте, Бочаровом Ручье.
В 1943—1954 годах репрессирован, работал в архитектурных «шарашках» от Москвы (Марфинская шарашка) и Сочи до Комсомольска-на-Амуре. Автор проектов Золотых Звёзд Героя Советского Союза и Героя Социалистического Труда (1938—1939).

## Биография

### Ранние годы и начало карьеры
Архитектор родился в Нахичевани-на-Дону (сегодня — в черте Ростова-на-Дону) в преуспевающей армянской семье. Отец Оганес (Иван) Миронович Мержанянц служил чиновником и управляющим на фабрике купца Унаняна в Славянске, и приходился дальним родственником Ивану Айвазовскому. Мать – Рипсимэ (Ольга) Мартыновна Миесерова, дочь ростовского купца 1 гильдии. Все три сына Ивана Мироновича стали талантливыми специалистами — каждый в своей области. Средний сын и младший брат Мирона Мартын стал известным спортивным журналистом, основавшим в 1960 году еженедельник «Футбол», младший Яков (1904–1929) работал театральным художником в Москве, но рано умер. До начала Первой мировой войны Мирон успел закончить классическую гимназию и поступить в Санкт-Петербургский институт гражданских инженеров. Подрабатывал чертёжником в мастерской Александра Таманяна, затем был призван в войска, но на фронт попасть не успел.
После октябрьской революции бежал из голодного Петербурга домой, в Ростов. Пытаясь избежать призыва в деникинские войска первой линии, добровольно вступил в инженерный батальон Белой армии, а после её разгрома поселился в Краснодаре. В 1920—1923 годах продолжил обучение в Кубанском политехническом институте, легко вошёл в круг местных профессионалов, в 1922 году женился на дочери кисловодского архитектора, Елизавете Эммануиловне Ходжаевой.
Первая самостоятельная постройка Мержанова — собственный дом в Кисловодске (1925). За ним последовали
- крытый рынок в Ессентуках
- здание Госбанка в Пятигорске[4]
- один из корпусов санатория «10 лет Октября» (ныне «Жемчужина Кавказа») в Кисловодске

В этих постройках, формально принадлежащих к конструктивизму, проявился почерк Мержанова, сохранившийся до конца его дней — стремление к эффектной монументальности построек, в сочетании с романтизацией, зрительным облегчением конструкций, а также излюбленная деталь архитектора — угловые балконы и угловые ниши, разрывающие гладкие стены зданий. Позже Мержанов называл своими главными учителями И. В. Жолтовского и Фрэнка Ллойд Райта.

### 1930-е годы
В 1929 году Мержанов выиграл открытый конкурс на проектирование санатория РККА в Сочи, который курировал лично Климент Ворошилов. Санаторий, финансировавшийся займом среди военных, был открыт 1 июня 1934 года, и в том же году ему было присвоено имя Ворошилова. Архитектор и нарком стали личными друзьями; дружба эта сохранилась и после отставки Ворошилова и освобождения Мержанова. Санаторий выстроен в конструктивистской манере, но Мержанов намеренно маскировал наиболее жёсткие конструктивистские элементы, гармонично соединив простые геометрические формы с горным рельефом побережья. Образ санатория и примыкающего к нему фуникулёра был растиражирован пропагандой, и Мержанов вошёл в обойму наиболее востребованных советских архитекторов.
В 1931 году Мержанов был вызван в Москву и назначен главным архитектором хозуправления ЦИК СССР. Одновременно с завершением ворошиловского санатория, по заданиям ЦИК Мержанов выстроил комплекс государственных дач «Бочаров Ручей». Руководил проектированием Военно-морской академии в Ленинграде, проектированием зданий для нового города Комсомольск-на-Амуре, совместно с Андреем Буровым построил московский Дом Архитекторов. Во второй половине 1930-х годов Мержанов строит в Кисловодске два крупных санатория — «Санаторий-отель НКВД» (ныне «Кисловодск») и «Красные камни». Это уже бесспорно сталинская архитектура, причём не ограниченная в средствах на качественную отделку камнем, и сохранившая типичный для архитектора «южный» романтизм.
В 1933—1934 годах Мержанов спроектировал первую сталинскую дачу — т. н. ближнюю дачу в Волынском. Первоначально одноэтажный дом был надстроен до двух этажей в 1943 году (по другим источникам 1948 г.), когда архитектор уже сидел в заключении; автор проекта перестройки неизвестен, но вероятно, что был использован проект самого Мержанова. В 1934 году, удовлетворённый заказчик вызвал Мержанова лично и поставил задачу спроектировать комплекс государственных дач в Мацесте, в 1935 году — на Холодной речке близ Гагр. Все эти объекты спроектированы в стиле модернизированной классики (см. постконструктивизм), равноудалённой и от конструктивизма, и от «сталинского ампира», что дало некоторым авторам (Д. Хмельницкий) утверждать, что личные вкусы Сталина существенно отличались от того, что фактически насаждалось в советской архитектуре. Также в 1934 году им был спроектирован санаторий НКВД в городе-курорте Кисловодске. В постсоветское время санаторий КГБ СССР «Кисловодск» был передан РАН и получил название «Академический». Здание санатория пришло в негодность и в течение 30 лет не эксплуатировалось.
В 1938 году Мержанов разработал ряд проектов Золотой Звезды Героя Советского Союза (первые Герои награждались только орденом Ленина); был выбран наиболее лаконичный вариант. В 1939 году он предложил два варианта медали «Серп и Молот», на этот раз был выбран самый миниатюрный. Официальное утверждение Звёзд состоялось 1 августа 1939-го и 22 мая 1940 года.

### Арест и «шарашки»
После начала Великой Отечественной войны Мержанов проектировал объекты гражданской обороны Москвы, в том числе обустройство станции метро «Маяковская» перед историческим собранием 6 ноября 1941 года. После эвакуации большинства московских архитекторов в Чимкент Мержанов и Каро Алабян остались в Москве.
12 августа 1943 года Мержанов, его жена и близкий круг сотрудников были арестованы. 8 марта 1944 года Мержанов был приговорён к 10 годам лагерей по статье 58, ч. 10 УК РСФСР. Жена Мержанова умерла в лагерях в середине 1940-х годов, а сам архитектор, этапированный в хорошо знакомый ему Комсомольск-на-Амуре, был переведён из общего барака лагерным начальством и вновь занялся проектированием. В Комсомольске по его проекту построены городской Дворец культуры и дом культуры авиазавода.
В 1948 году Мержанов был этапирован в Москву, где Виктор Абакумов лично поставил ему задачу — спроектировать для МГБ санаторий в Сочи. Архитектор работал в Сухановской тюрьме и в «шарашке» в Марфине, где познакомился с Александром Солженицыным. В 1950 году проект был утверждён Абакумовым, и Мержанов приступил к постройке своего крупнейшего и, вероятно, лучшего произведения — санатория имени Дзержинского. Однако вскоре после ареста Абакумова в конце 1951 года Мержанов был отстранён от постройки и до марта 1953 года сидел в Иркутской тюрьме, затем в красноярской пересылке (санаторий достроили в 1954 году).

### Освобождение
Освобождённый из лагеря в 1954 году и отправленный в бессрочную ссылку, Мирон Мержанов обосновался в Красноярске. С 1954 года возглавлял «Красноярскгражданпроект» (главным архитектором города был тоже ссыльный армянин Геворг Кочар). По проектам Мирона Мержанова в Красноярске тогда были построены краевой Дом Советов на площади Революции, Центральный райком КПСС, красноярское отделение Госбанка на улице Дубровинского, главный корпус медицинского института, Дворец культуры завода «КрасМаш» — попытка вернуться от ампира к конструктивизму, пристройка к кинотеатру «Совкино».
Был реабилитирован 30 мая 1956 года. В 1960 году М. И. Мержанов уехал из Красноярска в Москву. Работал в Моспроекте-1.
Скончался в 1975 году. Похоронен на Армянском кладбище.

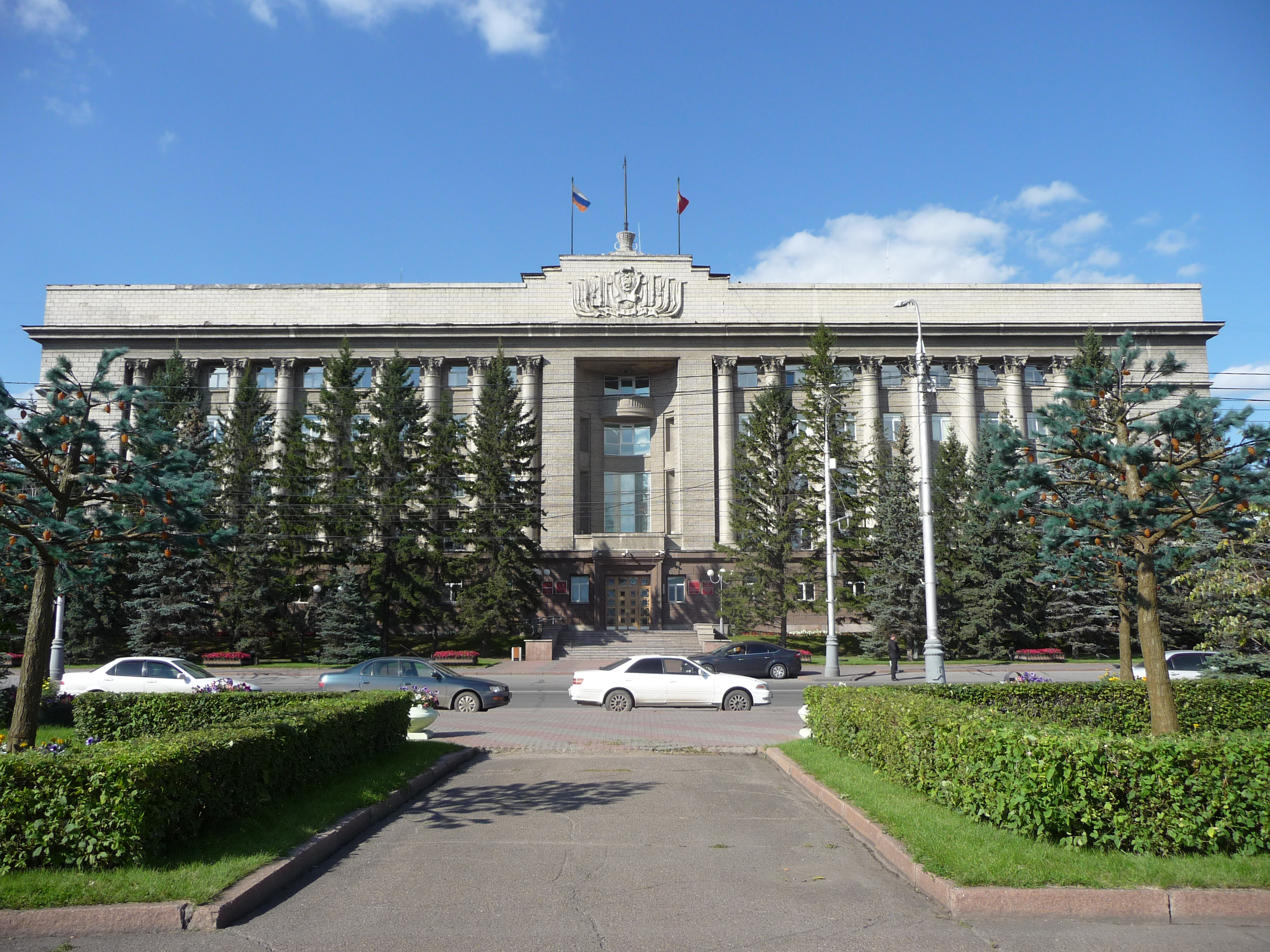
Здание администрации Красноярского края

## Семья
- Жена — Елизавета Эммануиловна Ходжаева (1902—1947), дочь архитектора Э.Б.Ходжаева. Пианистка. Арестована вместе с мужем в 1943 году. Умерла в лагере под Карагандой.
  - Сын — Мержанов, Борис Миронович (1929—2006) — доктор архитектуры.[8]
    - Внук — Мержанов, Сергей Борисович (1959—2022) — историк архитектуры, дизайнер, журналист, краевед, градозащитник[9][10].
    - Внучка — Мержанова Татьяна Борисовна
- Брат — Мержанов, Мартын Иванович (1900—1974)